# 홍닌
홍닌(베트남어: Hồng Ninh / 興寧 홍녕 / 1591년 ~ 1592년 12월)은 베트남 막 왕조(莫朝) 제5대 군주 막머우헙(莫茂洽)의 여섯번째 연호이다.
홍닌 2년(1592년) 11월, 후 레 왕조와의 전쟁에서 계속되는 패배로 피난을 반복하였다. 피난 도중에 막 왕조의 황족과 대신들이 생포 및 참형을 당하자 황자 막또안(莫全)을 감국으로 임명하여 분조(分朝) 하기에 이른다. 12월, 후 레 왕조의 군대가 황제 막머우헙을 생포하였으며, 보제진(菩提津)에서 참수된 후 효수되었다. 이후, 공식적인 멸망에도, 까오방 지역에서 막 왕조가 연명하게 된다.

## 개원
- 흥찌(興治) 4년(1591년)에 연호를 홍닌(洪寧)으로 개원함.[1][2]

- 홍닌(洪寧) 2년 11월 25일[3](그레고리력 1592년 12월 28일)에 막또안이 감국으로 임명되며, 연호를 부안(武安)으로 개원함.[1][2][4]

- 홍닌(洪寧) 2년 12월 1일[5](그레고리력 1593년 1월 3일)에 황제 막머우헙이 생포 및 참수를 당하면서, 홍닌 연호가 중지됨.[1][2][4]

## 연대 대조표
| 홍닌 | 서기 (西紀) | 간지 (干支) | 후 레 왕조 연호 | 명나라 연호     |
| 원년 | 1591년      | 신묘 (辛卯) | 꽝흥(光興) 14년 | 만력(萬曆) 19년 |
| 2년  | 1592년      | 임진 (壬辰) | 꽝흥 15년       | 만력 20년       |

## 동시대 연호

### 베트남
후 레 왕조(後黎朝)
- 꽝흥(光興) (1578년 ~ 1599년)

### 중국
명(明)
- 만력(萬曆) (1573년 ~ 1620년)

### 일본
- 덴쇼(天正) (1573년 ~ 1592년)
- 분로쿠(文祿) (1592년 ~ 1596년)

## 같이 보기
- 베트남의 연호